# Hebe salicifolia
Hebe salicifolia é uma espécie de planta do gênero Hebe.